# Pteris berteroana
Pteris berteroana är en kantbräkenväxtart som beskrevs av Jakob Georg Agardh. Pteris berteroana ingår i släktet Pteris och familjen Pteridaceae. Inga underarter finns listade.